# Tassos Papadopoulos

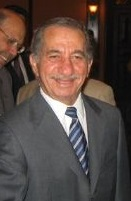
Tassos Papadopoulos

Tassos Papadopoulos (griechisch Τάσσος Νικολάου Παπαδόπουλος, * 7. Januar 1934 in Nikosia; † 12. Dezember 2008 ebenda) war ein zyperngriechischer Jurist. Vom 1. März 2003 bis zum 28. Februar 2008 hatte er das Amt des Präsidenten der Republik Zypern inne.

## Leben
Papadopoulos studierte in Großbritannien Rechtswissenschaften und betätigte sich anschließend in Zypern als Anwalt. Ab 1960 wurde er für zwölf Jahre Mitarbeiter des Präsidenten von Zypern, Erzbischof  Makarios. Papadopoulos war Mitglied der EOKA, die sich für die Unabhängigkeit der britischen Kolonie Zypern einsetzte. Er war seit Mitte der 1960er Jahre politisch aktiv. Papadopoulos war einer der Unterzeichner der Verfassung Zyperns und von 1960 bis 1970 in verschiedenen Ministerämtern tätig. 2000 wurde er Vorsitzender der bürgerlichen Demokratischen Partei Zyperns. Er gewann die Präsidentschaftswahl am 16. Februar 2003 mit 51,5 Prozent der Stimmen und trat am 1. März 2003 die Nachfolge von Glafkos Klerides an. Tassos Papadopoulos war ein strikter Gegner einer föderalen Koexistenz mit dem türkischen Nordteil der Insel und war deshalb gegen den Annan-Friedensplan der Vereinten Nationen.
Im Februar 2008 kandidierte Papadopoulos für eine zweite Amtszeit, musste sich jedoch schon in der ersten Runde der Präsidentschaftswahlen seinen wichtigsten Kontrahenten Dimitris Christofias und Ioannis Kasoulidis geschlagen geben. Mit 31,8 Prozent verfehlte er die Stichwahl am 24. Februar 2008 knapp.
Papadopoulos war starker Raucher. Er wurde am 22. November 2008 in die Intensivstation des Nicosia General Hospital eingeliefert und verstarb am 12. Dezember 2008 an einem kleinzelligen Bronchialkarzinom. Die Beerdigung fand am 15. Dezember 2008 in der Agia-Sophia-Kirche in Nikosia statt.
In den Morgenstunden des 11. Dezember 2009 öffneten Unbekannte die Grabstätte Papadopoulos’ und stahlen seinen Leichnam. Nach einem Hinweis wurde seine Leiche am 8. März 2010 in einem anderen Grab in Nikosia wiedergefunden und am darauf folgenden Tag durch eine DNA-Untersuchung identifiziert.